# AD Taubaté
Der Associação Desportiva Taubaté Futebol Feminino ist ein Frauenfußballklub aus Taubaté, im brasilianischen Bundesstaat São Paulo.

## Geschichte
Der Klub ging 2011 aus dem EC Taubaté hervor. Diese nahm mindestens seit 1999 an Spielen der Staatsmeisterschaft teil. 2011 wurde die Sektion zu einem eigenen Klub dem AD Taubaté. Im August 2015 erfolgte eine Umbenennung in Associação Desportiva Taubaté Futebol Feminino.

### Teilnahme an Fußballwettbewerben
| Wettbewerb                                         | Teilnahmen             |
| -------------------------------------------------- | ---------------------- |
| Campeonato Brasileiro de Futebol Feminino Série A2 | 03× – 2019, 2023, 2024 |
| Campeonato Brasileiro de Futebol Feminino Série A3 | 01× – 2022             |
| Staatsmeisterschaft                                | 15× – 2011–            |
| Staatspokal                                        | 05× – 2020–2024        |

## Erfolge
| Meisterschaft der Série A3 | (1×): | 2022 |